# 速霸陸Tribeca
速霸陸Tribeca（日语：スバル・トライベッカ）為2005年至2015年間日本富士重工業製造、販售的七人座中型多功能休旅車或跨界休旅車，2007年以前稱作速霸陸B9 Tribeca，中國官方正式名稱則為速霸陸馳鵬:208。
車名「Tribeca」來自美國紐約市曼哈頓西南方的翠貝卡（Tribeca）。

## 歷史與概要
2005年 - 富士重工業在美國底特律車展公開名為B9 Tribeca的七人座多功能休旅車，梯形鼻頭的進氣壩造型和小改款的第二代Impreza、R1、R2等如出一轍，且計畫在印第安那州拉斐特的「速霸陸五十鈴汽車廠（同年12月起改稱速霸陸印第安納汽車公司〔Subaru of Indiana Automotive, Inc.〕）」量產製造，針對北美洲市場販售。
內裝鋪陳方面，三列座位共可乘坐七人，其中第二、三列可全部傾倒，第二列亦可前後移動，第三列座椅可收入行李廂底板下，變化出更多空間彈性。標準配備含有雙區恆溫空調系統、方向盤音響控制鍵、八向駕駛座電動調整座椅等，另可加價選購吸頂式DVD螢幕。3.0L水平對臥六缸DOHC EZ30-R型引擎分別可輸出250hp / 6,600rpm的馬力、30.3kg·m / 4,200rpm的扭力，搭配五速手自排變速系統。懸吊系統採用前麥花臣、後雙A臂的結構，配合速霸陸一貫的全時四輪驅動設定。至於安全性配備部分，ABS防鎖死煞車系統、VDC車輛動態控制系統、四顆前座安全氣囊與側邊氣簾等皆為標準配備。
2006年 - 2月22日在美國推出精裝版，含有全新設計的網狀水箱罩、鍍鉻鋁圈、衛星導航系統等配備。同年11月19日斯巴魯（中國）汽車公司在北京國際車展公開Tribeca，命名為馳鵬並接受預訂；翌年2月中旬此款車正式進軍中國市場。
2007年 - 原廠在4月舉行的紐約國際車展上公開小改款的B9 Tribeca，同時宣布在美國市場發售。車頭造型改成大型倒梯形橫柵進氣壩，雙側為四角銳利的頭燈組。靠近車尾的D柱形狀改變，三角窗也變得較為方正，尾燈組的面積予以放大。原有的3.0L引擎升級為3.6L水平對臥六缸DOHC EZ36型引擎，最大馬力提升為256hp / 6,600rpm，扭力峰值也來到34.2kg·m / 4,400rpm之譜；當然五速手自排與四輪驅動系統都列為標準配備。同年6月25日，小改款的Tribeca也在加拿大發表上市。
2009年 - 8月21日臺灣總代理台灣意美汽車引進小改款的Tribeca，採取米色內裝，並含有前後座獨立恆溫空調、CD音響主機、電動調整座椅等配備。
2014年 - 由於銷售成績持續積弱不振，速霸陸美國分公司在1月宣布停售，但中國市場仍持續販售至2015年止。

### 軼聞趣事
2000年代初期日本富士重工業仍屬美國通用汽車集團時，後者曾經要求旗下瑞典車廠紳寶以速霸陸Tribeca為基礎，開發出「9-6X」休旅車。不過2005年隨著通用汽車將股權出售給豐田汽車，此計劃亦隨之中止。後來這輛「9-6X」原型車被紳寶汽車收藏在特羅爾海坦市的博物館中，大方地公諸於世。

### 安全性召回
2016年4月1日速霸陸中國分公司宣布召回2006年6月22日至2012年6月14日間生產、共計4,015部馳鵬，由於引擎蓋鎖及安全鎖同時鏽蝕或鏽蝕而產生的異物的影響，可能發生組件卡死而造成解鎖。萬一行駛時因震動與風力作用造成引擎蓋掀起，則遮蔽駕駛人視線而產生行車安全疑慮。第一階段自4月1日起清查所有召回車輛，必要時免費更換引擎蓋鎖及安全鎖；第二階段自11月1日起為召回車輛免費更換具有強制閉鎖功能的引擎蓋鎖及安全鎖。
同樣的安全性問題亦發生在美國市場，早在同年2月14日速霸陸美國分公司便宣佈召回7.7萬輛同車款，以便檢查或更換引擎蓋鎖及安全鎖。

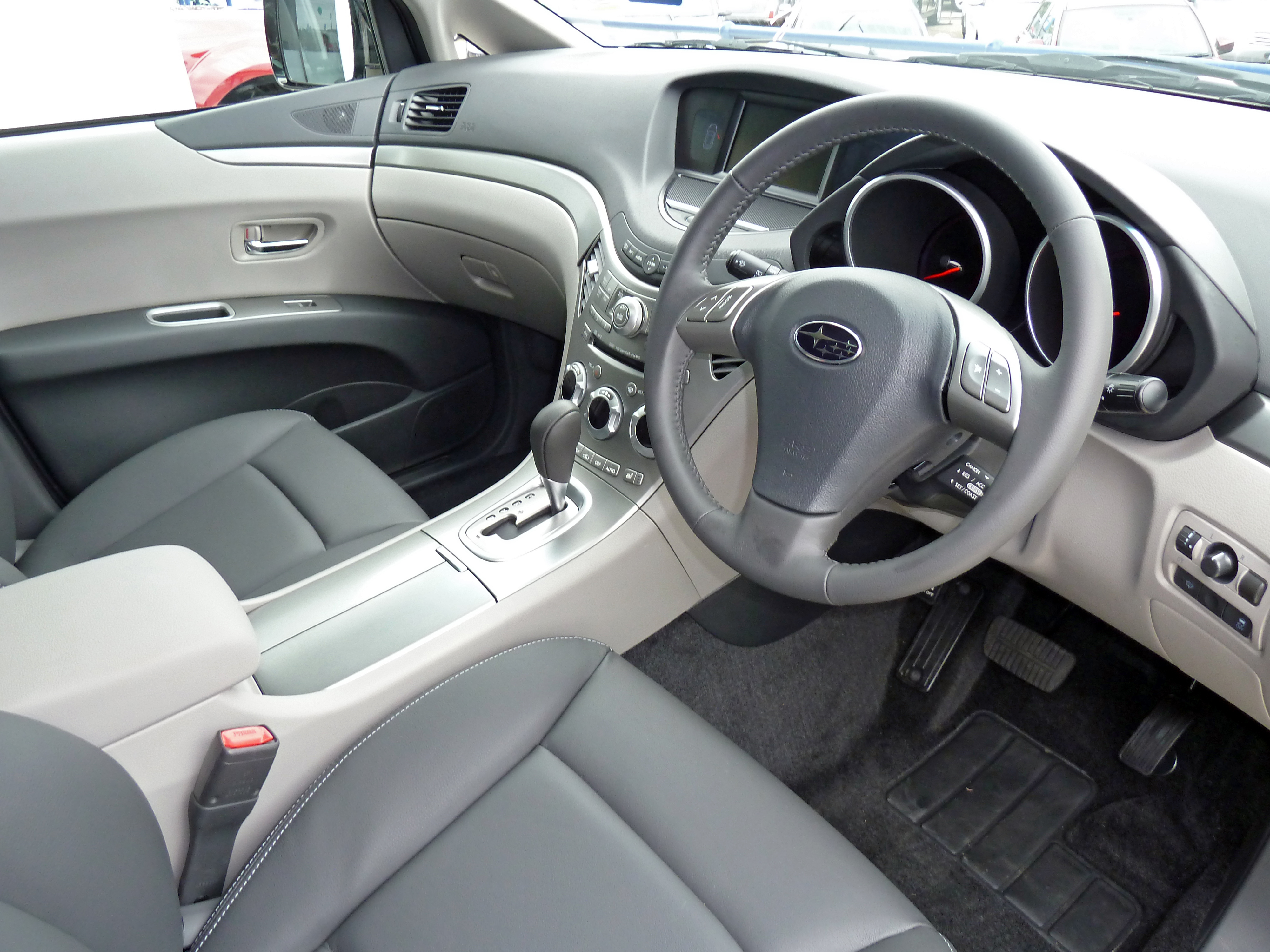
右駕版內裝
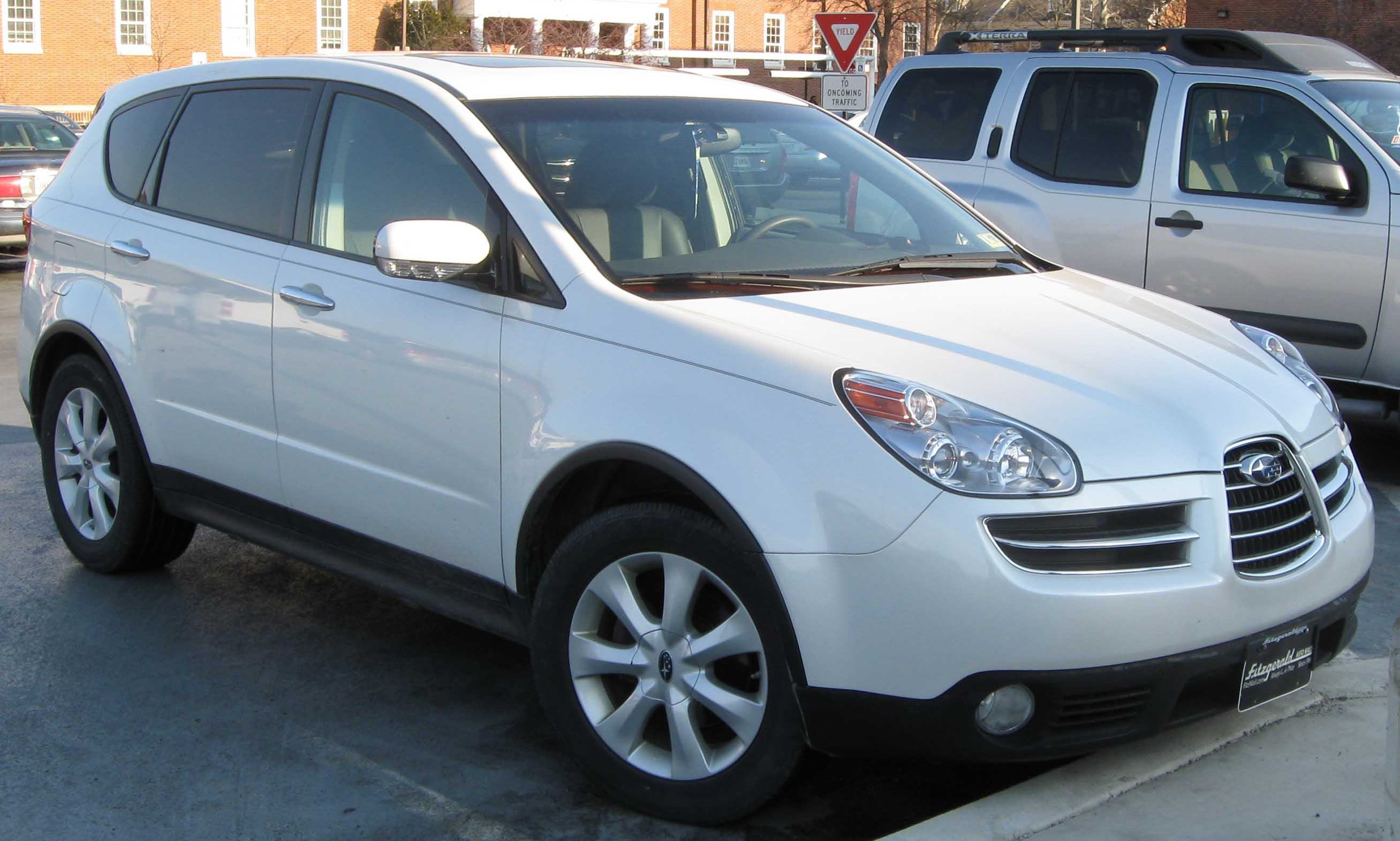
前期型車頭
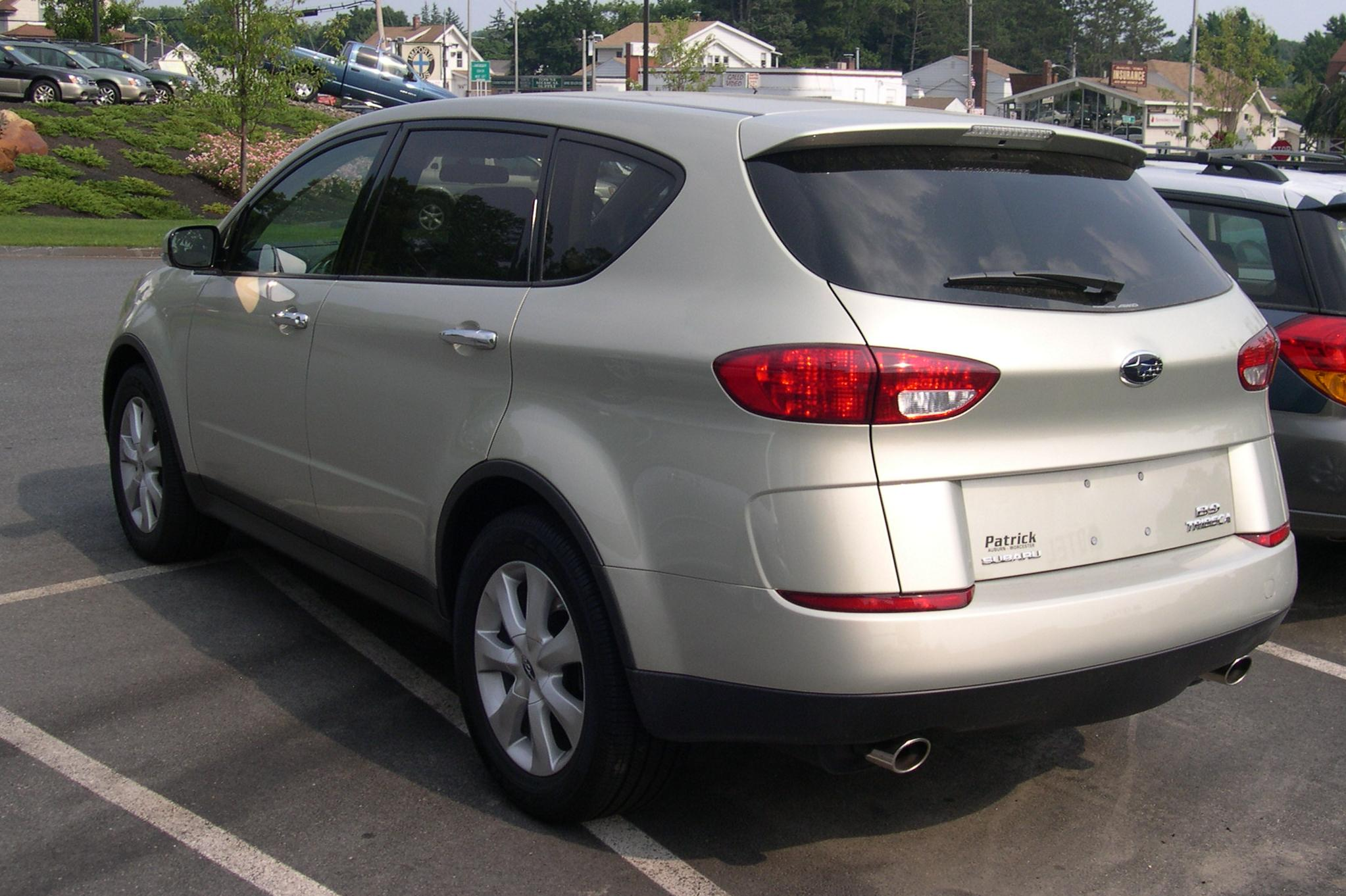
前期型車尾
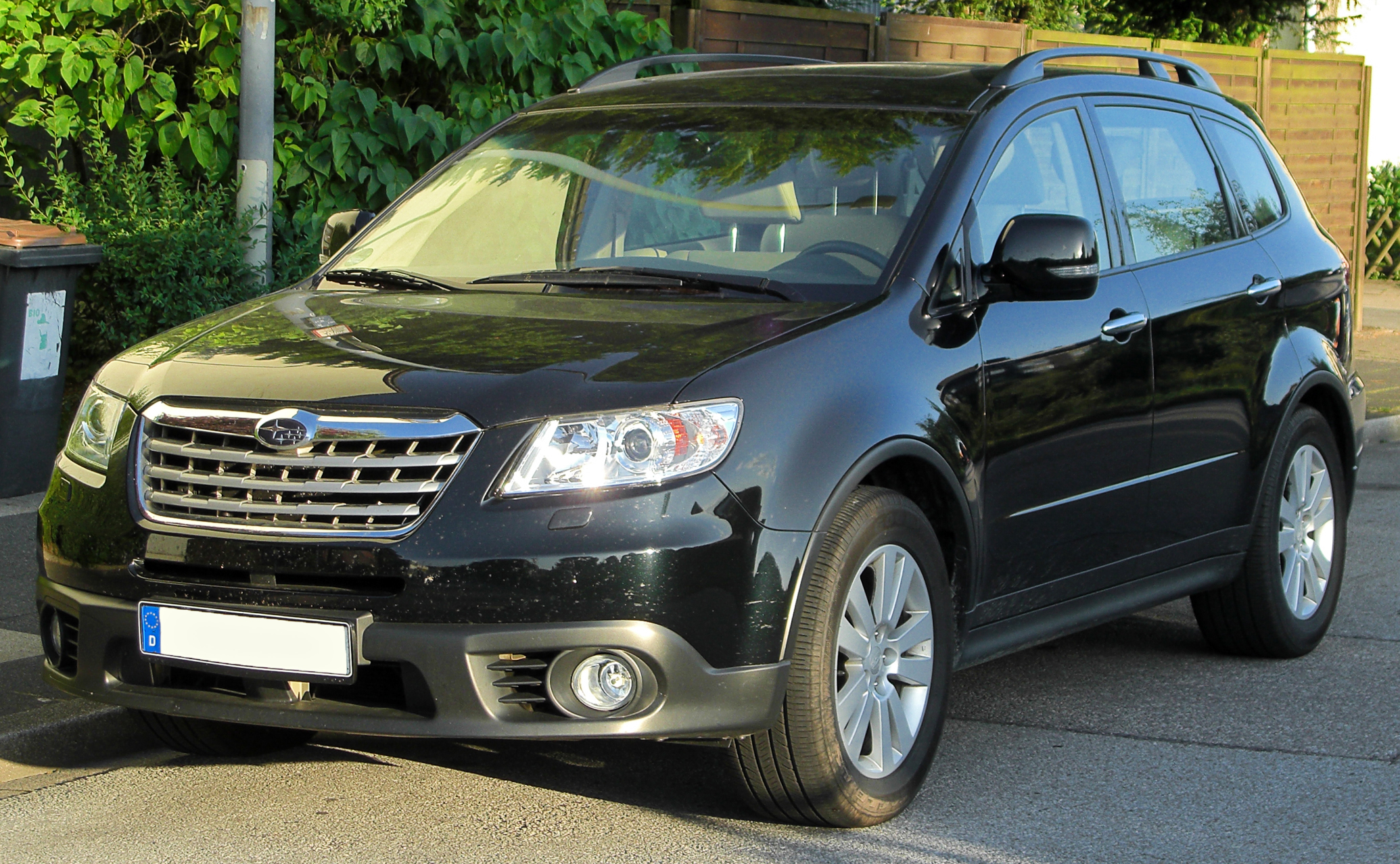
後期型車頭
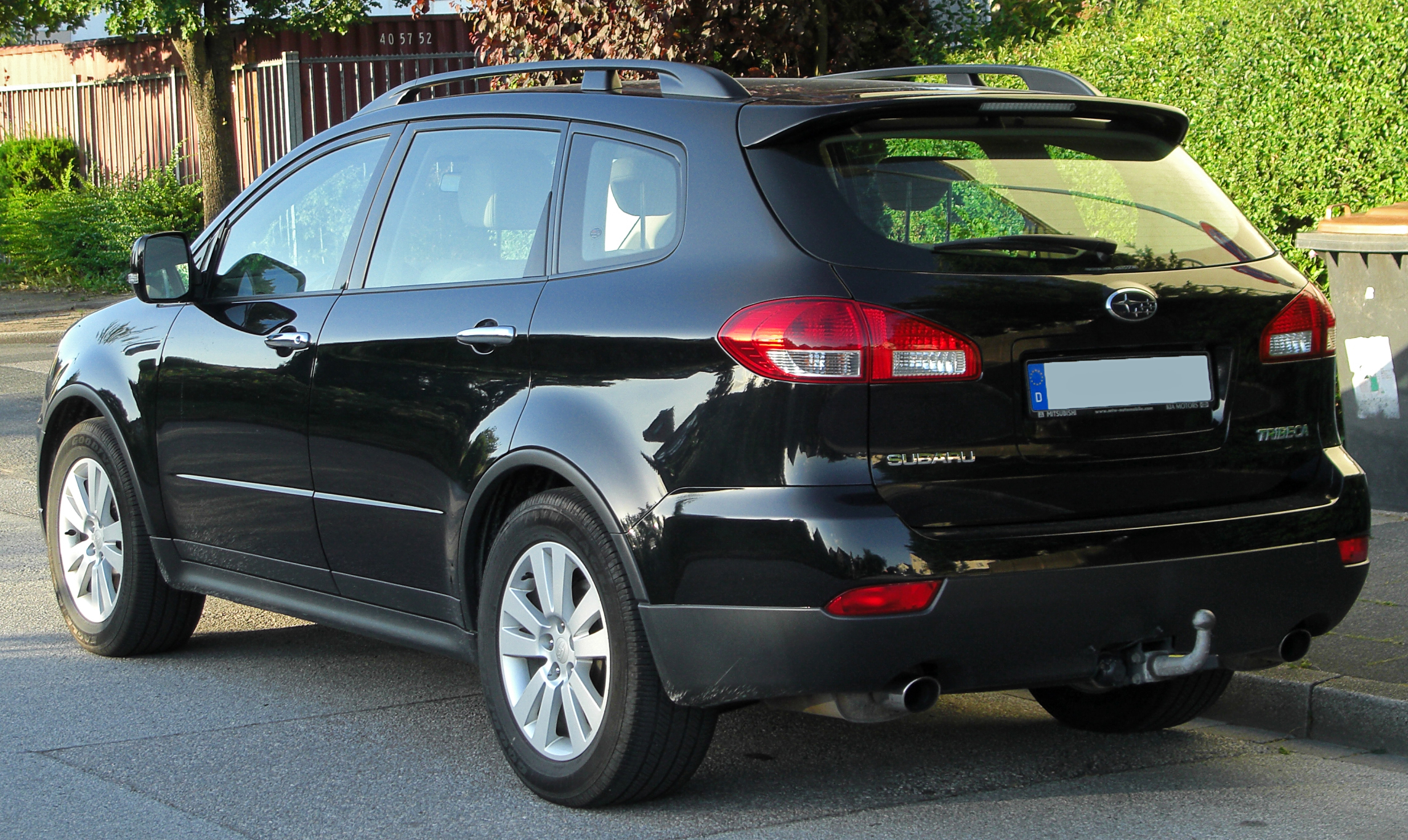
後期型車尾
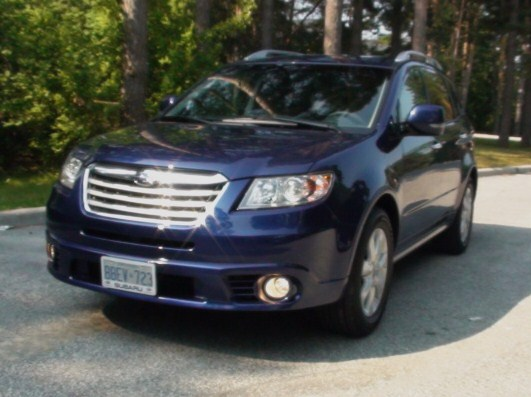

## 外部連結
- 街友車拍 - Subaru Tribeca Facelift （页面存档备份，存于）